# Hugo Burgerhout
Hugo Victor Benjamin Burgerhout (Rotterdam, 21 mei 1913 - Le Regal, Antraigues-en-Ardèche, 7 maart 1988) was een Nederlands militair van de Marine Luchtvaartdienst die vocht als luitenant ter zee-vlieger der eerste klasse der Koninklijke Marine Reserve tegen het Japanse Keizerrijk.
Op 11 december 1950 werd hij tot ridder in de Militaire Willems-Orde benoemd.
Hugo Burgerhout bleef in dienst tot aan zijn functioneel leeftijdsontslag, hij werd in een Koninklijk Besluit van 4 augustus 1958 eervol ontslagen, in dienst van de Koninklijke Luchtmacht.
Omdat men in Nederland slechts eenmaal gedecoreerd kan worden voor hetzelfde wapenfeit werd een eerdere Eervolle Vermelding ingetrokken en vervangen door een Militaire Willems-Orde
Luitenant-ter-zee der Eerste Klasse-vlieger H.V.B. Burgerhout was op 17 december 1941 zojuist op het vliegveld van Ternate (Celebes) in Nederlands-Indië geland met zijn Dornier Do 24 K vliegboot 'X 30' toen een vijandelijk verkenningsvliegtuig, een viermotorige Japanse Kawanishi-vliegboot, langsvloog. Burgerhout startte direct hierop zijn Dornier en zette de achtervolging in, waarbij hij de Kawanishi "enige schade" wist toe te brengen. Omdat de boordschutters van de Kawanishi hem hadden geraakt moest hij met averij naar Ternate terugkeren. Deze actie leverde hem een Eervolle Vermelding op.
Later vloog Burgerhout in het 320 Dutch Squadron RAF.

## Onderscheidingen

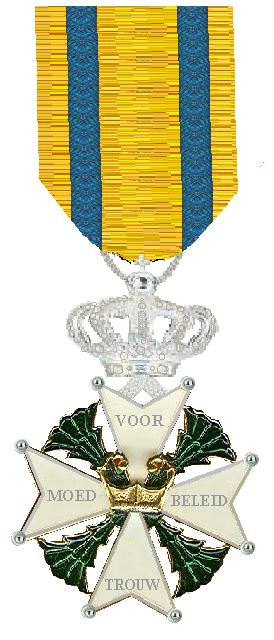
MWO.4

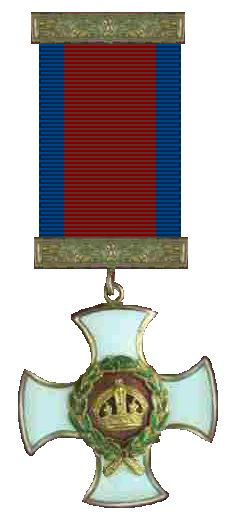
DSO

In een Koninklijk Besluit No. 40 van koningin Juliana van 11 december 1950 werd Hoofdofficier-vlieger der tweede klasse, Marine Luchtvaartdienst Hugo Victor Benjamin Burgerhout tot Ridder IVe Klasse der Militaire Willems-Orde benoemd. In dat Koninklijk Besluit werd een uitgebreide overweging van de Kanselier van de Militaire Willems-Orde en het Kapittel van de Militaire Willems-Orde geciteerd.
Het Kapittel noemde "Het zich in de strijd onderscheiden door uitstekende daden van moed, beleid en trouw in het tijdvak van 8 december 1941 tot 25 december 1944 als officier-vlieger en commandant van de onder hem gestelde vliegtuigen, waarbij hij door zijn voorbeeld en agressieve geest het moreel van zijn ondergeschikten steeds op hoog peil wist te houden en zijn personeel, ook onder dikwijls moeilijke omstandigheden, op uitmuntende wijze wist te leiden, door van zichzelf steeds meer te eisen dan van zijn ondergeschikten en door bij alle gevaarlijke opdrachten zelf de spits af te bijten.
In het bijzonder:
I. In het tijdvak van 8 December 1941 tot 6 Maart 1942 als commandant van een groep vliegboten van de Marine Luchtvaartdienst en wel
a. door het uitvoeren van vele, dikwijls zeer gedurfde verkenningen en enkele succesvolle bomaanvallen;
b. door, tijdens een bomaanval op Ternate op 17 December 1941 door een viermotorige Japanse vliegboot, onverwijld te starten met de vliegboot X 30 en de sterkere tegenstander te achtervolgen en aan te vallen, waarbij beide vliegtuigen ernstig werden beschadigd;
c. door op 23 December 1941, na het uitvoeren van een gedurfde bomaanval op Davao, onder gevaarvolle en moeilijke omstandigheden in volle zee te landen en de bemanning van een neergeschoten vliegtuig van zijn groep over te nemen en in veiligheid te brengen;
d. door begin Maart 1942, tijdens de evacuatie van Java, van een onder zijn leiding geïmproviseerde startbaan in het havencomplex van Tjiliatjap, op te stijgen met een pas uit de Verenigde Staten gearriveerde en ter plaatse gemonteerde DB. 7 lichte bommenwerper van een hem volkomen onbekend type en dit waardevolle vliegtuig behouden op zijn bestemming te brengen;
e. door de nacht daarop met het enige overgebleven vliegtuig van zijn groep het grootste gedeelte van zijn personeel, onder zeer moeilijke omstandigheden, op beleidvolle wijze naar Australië over te brengen.
II. Door het tijdvak van 12 December 1943 tot 25 December 1944, met een tijdelijke onderbreking van 28 Juni - 8 September 1944, als commandant van het 320e squadron van de Marine Luchtvaartdienst aan het westfront in totaal 80 operaties tegen de vijand uit te voeren, veelal onder zware vijandelijke afweer en daarbij formaties te leiden van 6 tot 14 vliegtuigen, terwijl vele van deze operaties op zeer succesvolle wijze werden uitgevoerd en de vijand belangrijke afbreuk werd gedaan.
Voorts, door zijn doorzettingsvermogen, zijn moedig voorbeeld en verdere leiderseigenschappen, het onder hem gestelde personeel dusdanig te bezielen, dat zijn squadron in de Tactical Airforce, waartoe het behoorde, een uitstekende gevechtseenheid vormde en elke vergelijking met Britse en andere geallieerde squadrons kon doorstaan".
Hugo Burgerhout heeft een aantal Nederlandse onderscheidingen voor dapperheid gedragen. Die onderscheidingen zijn op het op 24 februari 1944 verleende vliegerkruis na vervolgens weer ingetrokken en vervangen door zijn ridderkruis in de Militaire Willems-Orde. Zijn Eervolle Vermelding van 24 februari 1944 was op het lint van het Vliegerkruis bevestigd maar deze kroon werd vervangen door een Bronzen Leeuw. De Bronzen Leeuw werd op zijn beurt ingetrokken en vervangen door de Willems-Orde,
Zijn Kruis van Verdienste werd ingetrokken en vervangen door een Militaire Willems-Orde der Vierde Klasse
Zijn Vliegerkruis, toegekend in een Koninklijk Besluit van Koningin Wilhelmina van 12 oktober 1944 mocht Burgerhout blijven dragen. Wilhelmina verleende het Vliegerkruis omdat Hoofdofficier-vlieger der tweede klasse, Marine Luchtvaartdienst, commanding officer R.A.F. no. 320 (R.D.N.A.S.) Squadron Burgerhout "als commandant van het 320e Squadron R.D.N.A.S. van Onzen Marine Luchtvaartdienst in het Vereenigd Koninkrijk, gedurende geruimen tijd in oorlogsvluchten tegen den vijand blijk (had) gegeven van moed, bekwaamheid, volharding en plichtsbetrachting".
Burgerhout ontving ook het Oorlogsherinneringskruis met twee gespen en het Onderscheidingsteken voor Langdurige Dienst als officier met het getal XX.
De Britse Koning George VI verleende Burgerhout op 25 augustus 1944 voor wat door de Britten "excellent gallant leadership in war" werd genoemd de exclusieve
Distinguished Service Order. Op 8 september 1944 gaf Koningin Wilhelmina haar officier toestemming het Britse ereteken aan te nemen en te dragen.
De Belgische regering verleende Burgerhout het Oorlogskruis 1940 met de Palm waarmee een Eervolle Vermelding op legerniveau werd aangeduid.